# القمة الخليجية 1983 (الدوحة)
القمة الخليجية 4  هي قمة قادة دول مجلس التعاون لدول الخليج العربية عقدت في 7 نوفمبر 1983 في مدينة الدوحة في دولة قطر.